# 台湾まぜそば

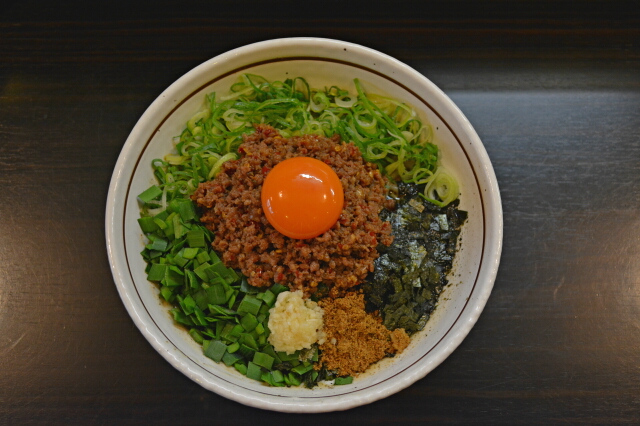
麺屋はなびの台湾まぜそば

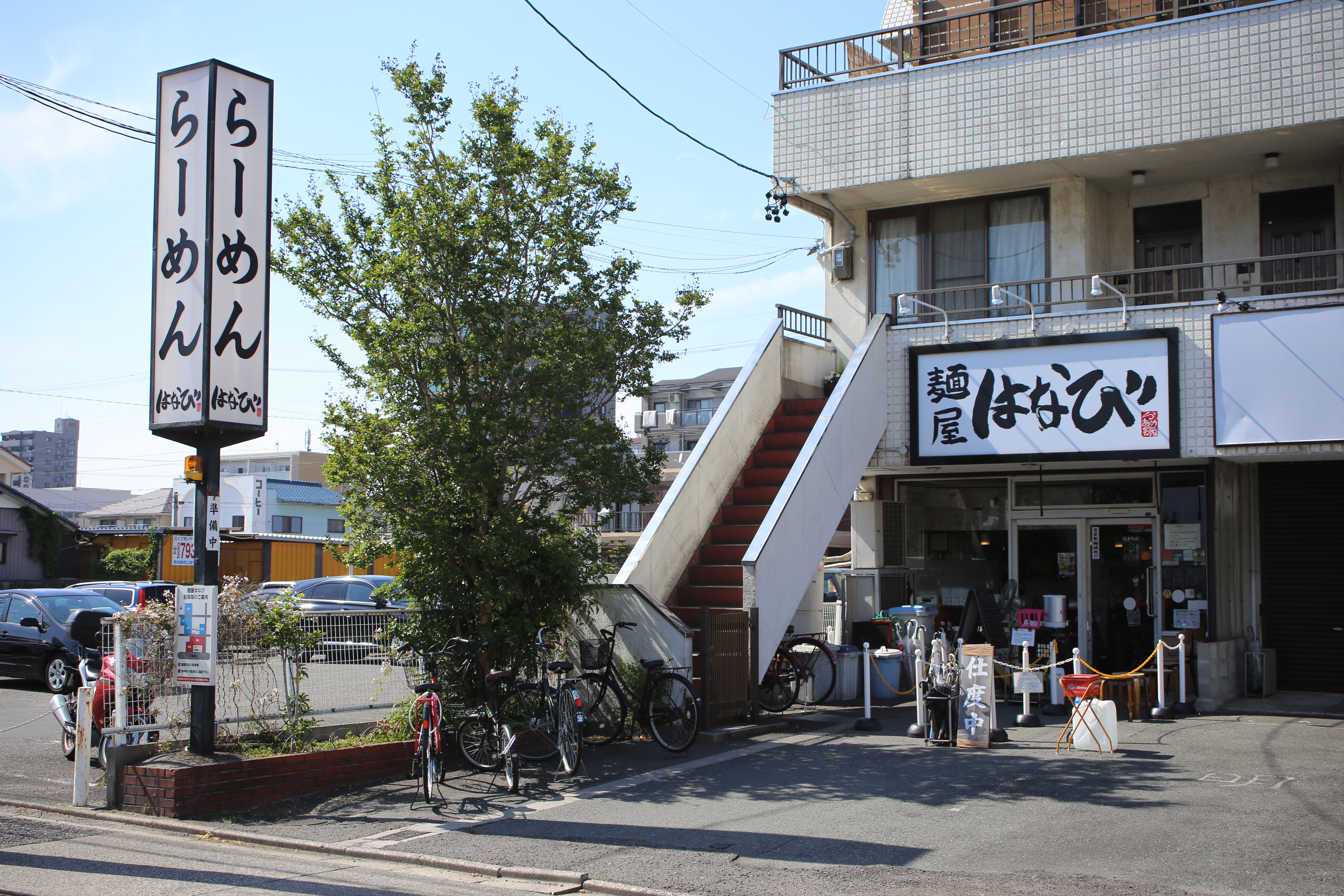
発祥店とされる「麺屋はなび」高畑本店（2019年5月）

台湾まぜそば（たいわんまぜそば）とは、愛知県名古屋市を発祥とするラーメンの一種である。名古屋めしの一種とされる。

## 概要
台湾ミンチ（鷹の爪とニンニクを効かせた醤油味のひき肉そぼろ）を極太麺に乗せた、汁無し麺の一種である。具材は台湾ミンチ、生の刻んだニラ・ネギ、魚粉、卵黄、おろしニンニクなどであり、それらをよくかき混ぜて食べる。また、「追い飯（おいめし）」と呼ばれる、麺を食べきった後に丼に残る台湾ミンチやタレに白めしを投入するサービスもある。発祥の店では、茹で上がった麺をざるの中で棒でこすり傷つけて麺に糊を出し、味わいをまろやかに、タレとも絡みやすくしている。

## 発祥と普及
2008年（平成20年）に愛知県名古屋市中川区に本店を持つ麺屋はなび高畑本店にて発祥した。同店の店主新山直人が名古屋市発祥の名物料理「台湾ラーメン」を作ろうと思い、具材の台湾ミンチを作るも当時のスープに合わず断念。作ったミンチを捨てようとしたところ、当時勤務していたアルバイトの1人に「茹で上げた麺にかけてみたらどうでしょう？」と言われたのが始まりとされる。それをきっかけに研究し、何度もの試行錯誤を繰り返して現在の台湾まぜそばが完成した。
現在では台湾ラーメンと同様に、名古屋めしの一種となり、東海圏のみならず、近畿圏・関東圏でもさまざまな店が各店の特徴を加えながら提供している。2013年の名古屋めし総選挙では準グランプリを受賞し、当時の名古屋市長である河村たかしから表彰された。
日清食品冷凍より、冷凍食品として商品化された。
2021年（令和3年）11月8日（まぜそばの日）に、台湾まぜそばの普及を目的とした「日本台湾まぜそば協会（JTMA）」が発足した。

### 札幌市の台湾まぜそば
北海道札幌市では、台湾まぜそばに納豆を混ぜるという独自の文化が派生している。その原因について北海道テレビのスタッフは「札幌では納豆入りのスープカレーが定番であり、その影響で納豆のトッピングを試す人が多いのではないか。｣と分析している。